# Имабецу
Имабецу (яп. 今別町 Имабэцу-мати) — посёлок в Японии, находящийся в уезде Хигасицугару префектуры Аомори. Площадь посёлка составляет 125,28 км², население — 3031 человек (1 августа 2014), плотность населения — 24,19 чел./км².

## Географическое положение
Посёлок расположен на острове Хонсю в префектуре Аомори региона Тохоку. С ним граничат город Госёгавара и посёлок Сотогахама.

## Население
Население посёлка составляет 3031 человек (1 августа 2014), а плотность — 24,19 чел./км². Изменение численности населения с 1980 по 2005 годы:
| 1980 | 7113 чел. |  |
| 1985 | 6099 чел. |  |
| 1990 | 4978 чел. |  |
| 1995 | 4737 чел. |  |
| 2000 | 4124 чел. |  |
| 2005 | 3816 чел. |  |

## Символика
Деревом посёлка считается туевик долотовидный, цветком — хризантема, птицей — сизая чайка.